# ウルトラ・ゾーン
『ウルトラ・ゾーン』（The Ultra Zone）は、アメリカ合衆国のギタリストであるスティーヴ・ヴァイの6作目のスタジオ・アルバム。1999年9月7日にエピック・レコードから発売された。

## 収録曲
| 全作詞・作曲: スティーヴ・ヴァイ。 |                                                         |                    |                    |      |
| #                                  | タイトル                                                | 作詞               | 作曲・編曲         | 時間 |
| 1.                                 | 「ザ・ブラッド&ティアーズ」(The Blood & Tears)          | スティーヴ・ヴァイ | スティーヴ・ヴァイ | 4:25 |
| 2.                                 | 「ウルトラ・ゾーン」(The Ultra Zone)                    | スティーヴ・ヴァイ | スティーヴ・ヴァイ | 4:50 |
| 3.                                 | 「Oooo」                                                | スティーヴ・ヴァイ | スティーヴ・ヴァイ | 5:10 |
| 4.                                 | 「フランク」(Frank)                                     | スティーヴ・ヴァイ | スティーヴ・ヴァイ | 5:10 |
| 5.                                 | 「ジブーン」(Jibboom)                                   | スティーヴ・ヴァイ | スティーヴ・ヴァイ | 3:44 |
| 6.                                 | 「ヴードゥー・アシッド」(Voodoo Acid)                   | スティーヴ・ヴァイ | スティーヴ・ヴァイ | 6:24 |
| 7.                                 | 「ウィンドウズ・トゥ・ザ・ソウル」(Windows to the Soul) | スティーヴ・ヴァイ | スティーヴ・ヴァイ | 6:25 |
| 8.                                 | 「サイレント・ウィズイン」(The Silent Within)           | スティーヴ・ヴァイ | スティーヴ・ヴァイ | 5:00 |
| 9.                                 | 「アイル・ビー・アラウンド」(I'll Be Around)            | スティーヴ・ヴァイ | スティーヴ・ヴァイ | 4:57 |
| 10.                                | 「ラッキー・チャームズ」(Lucky Charms)                  | スティーヴ・ヴァイ | スティーヴ・ヴァイ | 6:43 |
| 11.                                | 「フィーヴァー・ドリーム」(Fever Dream)                 | スティーヴ・ヴァイ | スティーヴ・ヴァイ | 6:03 |
| 12.                                | 「ヒア・アイ・アム」(Here I Am)                         | スティーヴ・ヴァイ | スティーヴ・ヴァイ | 4:12 |
| 13.                                | 「エイジアン・スカイ」(Asian Sky)                       | スティーヴ・ヴァイ | スティーヴ・ヴァイ | 5:34 |
| 合計時間:                          | 合計時間:                                               | 68:37              |                    |      |

| #         | タイトル                            | 作詞  | 作曲・編曲 | 時間 |
| --------- | ----------------------------------- | ----- | ---------- | ---- |
| 14.       | 「セルフレス・ラブ」(Selfless Love) |       |            | 3:32 |
| 合計時間: | 合計時間:                           | 72:09 |            |      |

### 備考
- 2曲目の「ウルトラ・ゾーン」から5曲目の「ジブーン」、7曲目の「ウィンドウズ・トゥ・ザ・ソウル」、10曲目の「ラッキー・チャームズ」と11曲目の「フィーヴァー・ドリーム」はインストゥルメンタルで、「ウィンドウズ・トゥ・ザ・ソウル」にはセリフのパートが含まれている[2]。
- 4曲目の「フランク」はヴァイがフランク・ザッパとの思い出を懐かしんで書いた楽曲[2]。
- 5曲目の「ジブーン」はスティーヴィー・レイ・ヴォーンへの敬意を表した楽曲[2]。
- 13曲目の「エイジアン・スカイ」では、日本のロックユニット・B'zのメンバー2人と共演している[3]。

## クレジット
※出典
- スティーヴ・ヴァイ – 全演奏（M1 - M3, M6, M8 & M9）、その他の全演奏（M7, M10, M11 & M13）、ギター（M4, M5 & M12）、ボーカル（M12）
- 稲葉浩志 – ボーカル（M13）
- 松本孝弘 – ギター（M13）
- マイク・ケネリー（英語版） – 鍵盤楽器（M7）
- ジョン・セルジオ – ベース（M4）
- フィリップ・バイノー（英語版） – ベース（M5, M7 & M12）
- ブライアン・ベラー（英語版） – ベース（M10 & M11）
- グレッグ・ビソネット – ドラム（M4）
- マイク・マンジーニ – ドラム（M5, M7 & M12）
- ロバン・ディマジオ – ドラム（M10）
- アンディ・クリーヴス – トランペット（M10）
- デュエイン・ベンジャミン – トロンボーン（M10）
- ニールス・バイ・ニールセン – オーケストラアレンジ（M10）

## チャート成績
| チャート (1999年) | 最高位 |
| ----------------- | ------ |
| フランス (SNEP)   | 49     |
| 日本 (オリコン)   | 14     |
| US Billboard 200  | 121    |